# 219 aC
El 219 aC va ser un any del calendari romà prejulià. Durant la República i l'Imperi Romà, era conegut com a any del consolat de Paulus i Salinàtor (o també any 535 ab urbe condita). L'ús del nom «219 aC» per referir-se a aquest any es remunta a l'alta edat mitjana, quan el sistema Anno Domini va ser el mètode de numeració dels anys més comú a Europa.

## Esdeveniments

### Pròxim Orient.Imperi Selèucida
- Antíoc III recupera Selèucia de Piera, que Ptolemeu III Evèrgetes I havia ocupat uns anys abans, i altres ciutats de Celesíria, entre les quals Tir. S'inicia així la Quarta guerra síria.[2]

### Antiga Grècia
- Els etolis, sota el comandament de Dorímac, estrateg de la Lliga Etòlia, destrueixen el temple de l'oracle de Dodona.[3]
- Filip V de Macedònia signa un tractat amb el rei d'Il·líria Escerdílides (que atacaria Etòlia per mar) i entra a l'Epir amb 15.000 soldats i 800 cavallers i se li uneixen les forces epirotes i acarnànies. Ocupa algunes fortaleses etòlies a la frontera i saqueja les regions properes. Ha de tornar a Macedònia per una invasió dels dàrdans, que al saber que el rei tornava es retiren.[4]
- Licurg, tot i no ser de sang reial, és elegit rei d'Esparta.[5]
- Prúsies I, rei de Bitínia, fa signar la pau a Bizanci amb la mediació del rei gàlata Cavarus i l'almirall de Rodes Polemocles. El tractat va ser desfavorable per a Bizanci.[6]

### Antiga Roma
- Aquest any són elegits cònsols Luci Emili Paulus i Marc Livi Salinàtor.[7]
- Els dos cònsols lluiten contra els il·liris als que manava Demetri de Faros i els derroten fàcilment. Sotmeten les fortaleses de Demetri que fuig al Regne de Macedònia, sota la protecció de Filip V. Polibi atribueix la victòria només a Emili Paulus. Al seu retorn a Roma Salinàtor i Paulus obtenen els honors del triomf, però són encausats immediatament per no haver dividit el botí adequadament entre els soldats. Paulus se'n lliura fugint, però Salinàtor és condemnat.[8][9][10][11]
- S'instal·la a Roma Arcàgat, un metge grec. Segons Luci Cassi Hemina (recollit per Plini el Vell) és el primer metge que exerceix a Roma. És rebut amb molt de respecte, i se li concedeix el ius quiritium, els privilegis d'una persona nascuda a Roma.[12]

### Península Ibèrica
- Hanníbal Barca assetja Saguntum (actual Sagunt, Camp de Morvedre), i la ciutat demana ajuda a Roma. Roma es limita a exigir a Hanníbal que retiri el seu exèrcit. Després de vuit mesos de setge, Sagunt finalment cau. Roma, immediatament, declara la guerra a Cartago. És l'inici de la Segona Guerra Púnica.[13]

## Necrològiques
- Mort de Cleòmenes III, rei agíada d'Esparta.[14]